# Vite calante

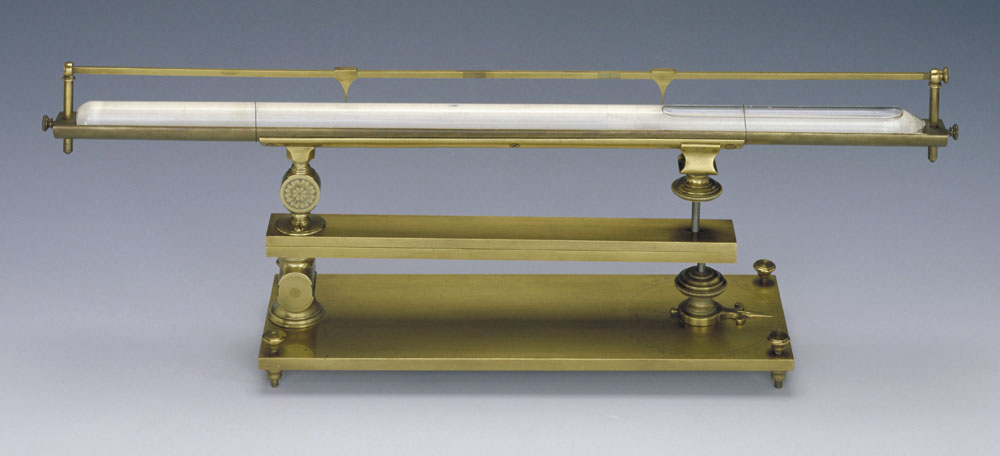
Verificatore di livelle al Museo Galileo di Firenze. Alla base dello strumento sono presenti quattro piccole viti calanti, poste ai quattro angoli.

La vite calante è una barra filettata che funge da distanziale al fine di livellare un oggetto rispetto al piano o spostarne il punto di equilibrio nello spazio. La barra filettata ha generalmente un pomello o un dado esagonale ad un'estremità al fine di facilitare la rotazione. La filettatura consente una precisa regolazione dell'orizzontalità o verticalità di uno strumento, generalmente di misura, collocato in un ambiente non perfettamente ortogonale.
Le viti calanti sono utilizzate anche come prima taratura grossolana in diversi strumenti di misurazione quali bilance analogiche a pavimento (stadera), tacheometroi, pianoforti.

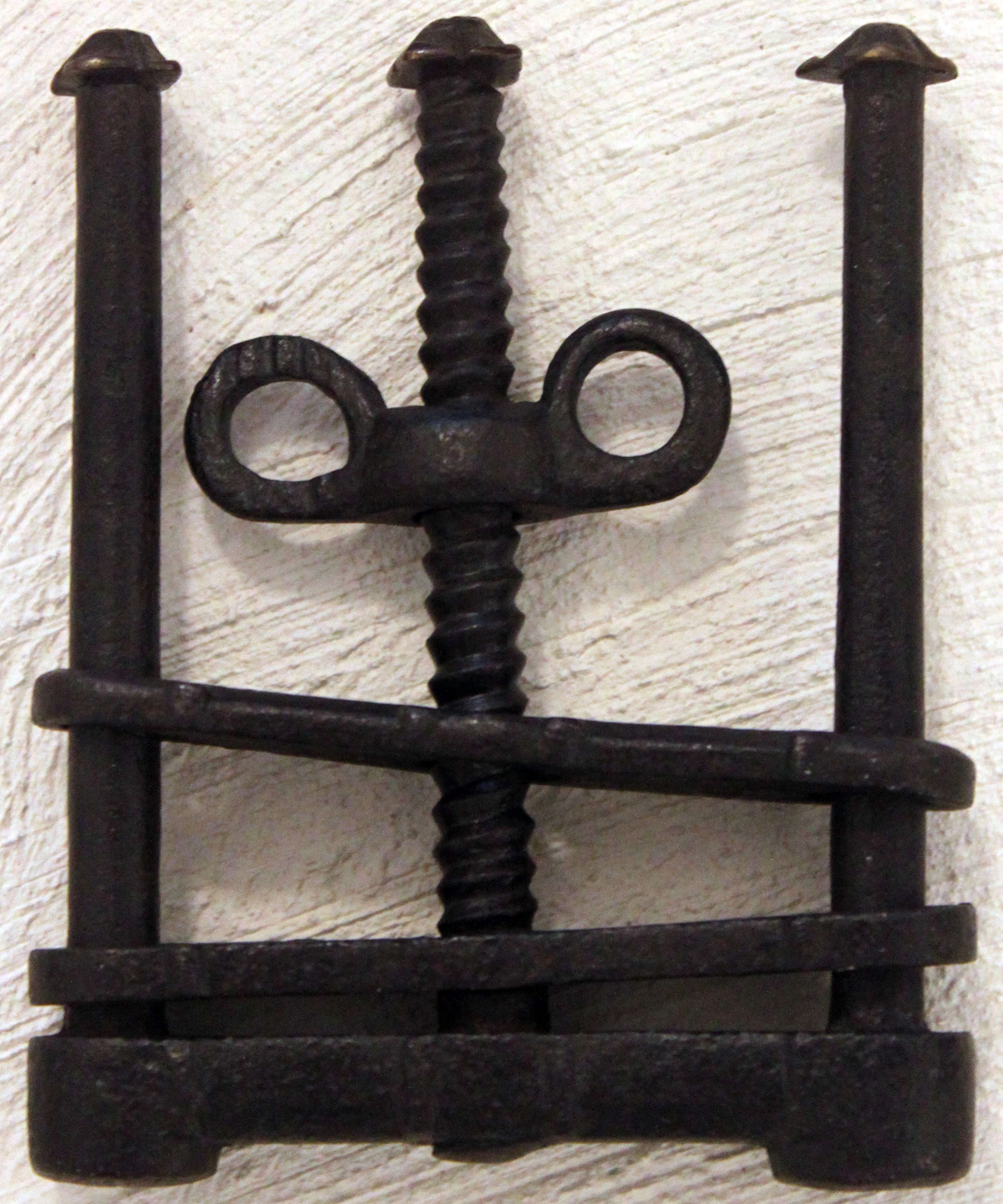
Principio della vite calante, strumento di tortura, museo di Berlino

Il principio meccanico della vite calante, thumbkin o thumbikin, era utilizzato in diversi strumenti di tortura medioevali.